# Eichkögl
Eichkögl är en ort och  kommun i distriktet Südoststeiermark i förbundslandet Steiermark i Österrike.
Kommunen består av tre orter (Ortschaften) (inom parentes invånarantal 1 januari 2024):
- Eichkögl (484)
- Erbersdorf (349)
- Mitterfladnitz (559)